# Jean-Jacques Bel
Pour les articles homonymes, voir Bel (homonymie).
Jean-Jacques Bel né le 21 mars 1693 dans la paroisse Saint-André de Bordeaux et mort le 15 août 1738 rue du Gros-Chenet dans l'actuel 2e arrondissement de Paris, est un conseiller au Parlement de Bordeaux. Auteur, membre de l'Académie nationale des sciences, belles-lettres et arts de Bordeaux, il contribue à la fondation de la bibliothèque publique de Bordeaux en 1736.

## Biographie
| - Hôtel particulier de la famille Bel aux no 10 et 10bis allées de Tourny (en surélévation, au-dessus de la rue Jean-Jacques Bel sur la droite, l'observatoire des académiciens, aujourd'hui détruit). |

Les ancêtres paternels de Jean-Jacques Bel sont originaires de Pousthomy, au sud du département de l'Aveyron. Ils sont établis au Mazet, hameau au nord de la paroisse de Pousthomy. Le nom « Bel » y est attesté depuis le XVe siècle.

### Famille
Au XVIIe siècle, Antoine Bel, le grand-père de Jean-Jacques, est cardeur au Mazet, un simple artisan. En 1680, son fils aîné Jacques, père de Jean-Jacques, résidant à Montauban et pourvu de l'office de receveur des tailles en l'élection de Cahors, pour acquitter les dettes de 1 600 livres de son père, a besoin de la générosité d'un oncle maternel. Mais en 1691, lors de son mariage à Bordeaux, ses biens sont estimés à 130 000 livres, ce qui mesure le profit qu'un receveur des tailles peut réaliser. Cette fortune, que le fils du cardeur de Mazet ne cesse d’accroître, lui permet de s'allier avec des familles de la haute société bordelaise et lui procure la noblesse et un titre de baron.
En 1693, Jacques vend sa charge de receveur des tailles et obtient, par lettres patentes du 3 août 1693, l'office de trésorier de France et garde-scel en la généralité de Bordeaux.
En 1702, il achète de vieux immeubles situés en bordure de l'esplanade du château Trompette et fait construire un hôtel particulier à l'angle des actuelles allées de Tourny et de la rue Jean-Jacques Bel.
Il fait l'acquisition en 1713 de la terre et du château de Savignac en Bazadais, siège d'une baronnie avec droits de haute, moyenne et basse justice.
Le 25 février 1691, Jacques Bel épouse en premières noces Antoinette de Gauffreteau, fille de Jean de Gauffreteau, sieur de Châteauneuf, conseiller du roi, magistrat président au siège de Guyenne. Antoinette meurt le 12 août 1696, ayant eu de son mariage quatre enfants :
- Paul, né le 20 janvier 1692, mort avant 1700 ;
- Jean-Jacques, né le 21 mars 1693[1] ;
- Marie-Andrée, née en 1695, décédée avant 1700 ;
- Marie-Margueritte-Thérèse, née en 1696, morte avant 1700.

Jacques Bel épouse en secondes noces, le 22 avril 1697, Marie-Thérèse-Gertrude de Boucaud. Celle-ci meurt le 4 mai 1722, ayant eu pour enfants :
- Marie-Anne-Josephe-Rose, née en 1698, morte avant 1735. Elle épouse, le 22 septembre 1722, Jean-François de Saint Marc de Razens ;
- Jacques, né en 1699, mort jeune ;
- Jean-Paul, né en 1702, mort jeune ;
- Jean-François, né en 1703, mort en 1725 ;
- Marie-Anne, religieuse, morte en 1722 ;
- Jacques-Armand, né en 1712, mort en 1735.
- Marie-Thérèse, née le 21 août 1718, morte en 1792. Elle épouse le 19 mars 1737 à l'église Sainte Eulalie à Bordeaux, Joseph-François de Boucaud.

Après la mort de leur père en 1731, Jean-Jacques est désigné le 12 mars 1731 comme curateur des deux derniers enfants de son père, Jacques-Armand et Marie-Thérèse. Jacques-Armand hérite des biens de son père et devient seigneur et baron de Savignac. Il meurt en 1735, quelques jours après avoir fait son testament par lequel il lègue à son demi-frère Jean-Jacques la baronnie de Savignac ainsi que son hôtel de l'Esplanade du Château Trompette.
Jean-Jacques Bel meurt le 15 août 1738 rue du Gros-Chenet à Paris. Il est inhumé le lendemain dans l'église Saint-Eustache en présence de Jacques-Joseph Razins de Saint-Marc, un neveu. Son héritier universel est le fils cadet de sa sœur, Jean-Paul-André Razins de Saint-Marc.

### Formation et carrière de parlementaire
Jean-Jacques Bel fait ses études de 1702 à 1711 au Collège des Oratoriens de Juilly. Parmi ses maîtres, Nicolas Malebranche et Pierre Nicolas Desmolets exercent une grande influence sur lui. Il y est le condisciple de son cousin Jean-Baptiste Barbot, futur président de la Cour des aides de Guyenne et membre de l'Académie royale de Bordeaux, et de Charles de Secondat, futur baron de La Brède et de Montesquieu, dont Jean-Jacques restera l'ami fidèle toute sa vie.
En 1711, Jean-Jacques revient à Bordeaux pour faire ses études de droit. Il est avocat pendant quelques années, puis son père lui achète une charge de conseiller au Parlement de Bordeaux dont l'office lui est conféré par lettres patentes du 5 avril 1720.
|  |

Il siège plusieurs années au Parlement sans affectation. En 1724, il est attaché à la Chambre des enquêtes, puis en 1726 à la Tournelle. C'est en 1728 qu'il se fait connaître comme commissaire député de la Compagnie à Paris. Le Parlement de Bordeaux est alors en conflit avec le Bureau des finances et la Cour des Aides au sujet de l'entrée des vins en franchise dans certaines villes de la généralité, et aussi pour des questions de préséance. Le 28 avril 1728 le Parlement nomme une commission dont Jean-Jacques Bel est rapporteur. Il défend le Parlement pendant six ans avant d'obtenir gain de cause avec une déclaration royale publiée le 24 août 1734.
En même temps qu'il lutte contre la Cour des Aides, Jean-Jacques mène une autre bataille contre Claude Boucher, l’Intendant de la Guyenne, au sujet de la création d'une place Royale (actuelle place de la Bourse) à Bordeaux. L'Intendant a « oublié » de demander l'avis du Parlement, qui décide de s'opposer au projet. Il confie ses intérêts à son député à Paris, Jean-Jacques Bel lequel, en décembre 1728, rédige un ample mémoire. Mais ses arguments contre le projet ne sont pas convaincants. L'envoi à Bordeaux de l'architecte du roi, Ange-Jacques Gabriel, en avril 1729, tranche le différend et Bel perd son procès.
En 1731, Jean-Jacques succède à son père comme trésorier de France et garde-scel.
Il est chargé en 1734 de résoudre un nouveau conflit entre le Parlement et la Jurade de Bordeaux. Il s'agit d'obtenir l'annulation d'un arrêt du Conseil d’État du 3 octobre 1661, qui accorde aux jurats le privilège d'une évocation spéciale à ce conseil pour les affaires  concernant la ville de Bordeaux, comme pour celles les regardant personnellement dont l'effet est de les soustraire à la juridiction du Parlement.
Jean-Jacques Bel rédige un mémoire qui est transcrit in extenso sur le registre de la cour. Pour reconnaître le service rendu, le Parlement lui accorde « voix délibérative dans l'assemblée des commissions » le 19 janvier 1735.
Il quitte sa charge de Conseiller le 7 juin 1737 puis est nommé conseiller honoraire le 6 août.
Jean-Jacques Bel repart à Paris poursuivre ses ambitions littéraires.

## Œuvre littéraire
Jean-Jacques Bel a le tempérament d'un homme de lettres. Il a même songé à fonder une société rivale de l'Académie de Bordeaux : entre 1713 et 1719, il réunit chaque mardi des amis dans la maison paternelle.
Ses séjours à Paris le mettent en contact avec les milieux littéraires de la capitale. Il fréquente les cafés qui, sous la Régence, sont devenus des lieux de réunion d'intellectuels. Dans chacun d'eux trône un « bel esprit ». Jean-Jacques Bel adopte celui de la veuve Laurent, au coin des rues Dauphine et Christine, qui est le café du poète Jean-Baptiste Rousseau. Ils deviennent amis. Bel est également l'ami de Pierre Nicolas Desmolets, de l'abbé Goujet, de l'abbé Conti et de Toussaint Rémond de Saint-Mard.
Homme des Lumières, rationaliste dans les sciences comme dans la critique littéraire, Bel se fonde toujours sur des « principes sûrs ». Par son éducation classique et sa défense de la langue française contre les « néologues », il est l'un des ouvriers des « Anciens » contre les « Modernes » dans la deuxième querelle des Anciens et des Modernes à l'époque des Lumières.
L'emploi de certains mots et la pratique d'une ironie glacée servent à authentifier certaines de ses pages non-signées.

### Publications de Bel
| - Bureau de Jean-Jacques Bel à la Bibliothèque municipale de Bordeaux. |

- En 1722, il s'attaque à un ennemi de Rousseau : Antoine Houdar de La Motte, qui vient de faire jouer Romulus, une tragédie. Bel fait paraître un Examen de la tragédie de Romulus[12], critique acerbe de la pièce.

Ainsi commence une série de ripostes et contre-ripostes. Bel termine avec Réponse de M. B..., conseiller au Parlement de B... à une lettre que M. Durand lui a écrite au sujet des Discours de M. de La Motte sur la poésie dramatique.
- En 1724, Bel revient à la charge avec Apologie de M. Houdar de La Motte, suivi d'un Examen de la tragédie d'Inès[14]. Ce dernier tract, sous couvert de défendre La Motte contre les critiques de Pierre-François Guyot Desfontaines , livre, à son tour, une critique accablante.
- La revue Bibliothèque françoise ou Histoire Littéraire de la France est publiée entre 1723 et 1746[15]. Jean-Jacques Bel en était le principal contributeur entre 1724[16] et 1729. Il prend le journal en main à la fin de 1725, et rédige la quasi-totalité des articles dont l'attribution à d'autres auteurs n'est pas explicite[17]. Il cesse partiellement sa collaboration à la fin du printemps 1727 et définitivement à partir de l'été 1728 ; mais des nouvelles envoyées par lui de Paris et datées du 1er février 1729 figurent à la fin de ce volume.
- En 1725, Bel s'attaque à Voltaire. Il écrit trois Lettres à M. de ... contenant quelques observations sur la tragédie de Marianne de M. de Voltaire[18] où il suggère que Voltaire ne sait pas écrire une tragédie et qu'il serait préférable qu'il se tourne vers d'autres thèmes.
- En 1727, il publie Relation, de ce qui s'est passé au sujet de la réception de l'illustre Mathanius, à l'Académie françoise[19]. Ce discours burlesque est composé à l'occasion de la réception à l'Académie française de Jean-Baptiste de Mirabaud. Il s'inspire d'un traité paru en en 1714 à La Haye : Le chef d’œuvre d'un inconnu : poème heureusement découvert et mis au jour avec des remarques savantes et recherchées, par le docteur Chrysostome Mathanasius. Cet ouvrage de 200 pages, écrit par Thémiseul de Saint-Hyacinthe, est un commentaire sur une chanson populaire de 40 vers et une satire de l'érudition intempérante, capable d'accoucher d'un gros livre sur un sujet totalement sans intérêt. Bel en profite pour exploiter la même veine.
- À Paris, Bel s'enrôle dans une société qui fait fureur sous la Régence : le Régiment de la Calotte. On n'y est admis qu'à condition de passer pour avoir fait quelque extravagance. Le nouveau sociétaire reçoit un brevet de calotin. Les brevets des sociétaires sont publiés dans Mémoires pour servir à l'histoire de la calotte (1752)[20].

En 1724, Bel publie dans la première séance des états calotins : L'oraison funèbre de Torsac, repris dans les Mémoires pour servir à l'histoire de la Calotte, t. II, p. 91 et suivantes.
En 1727, il fait paraître la Lettre d'un rat calotin à Citron Babet, au sujet de l'histoire des chats de M. de Montgrif. François-Augustin de Paradis de Moncrif vient de publier son Histoire des Chats, dissertation sur la pré-éminence des chats dans la société, où sous forme de lettres il raille l'érudition pédante. Malheureusement, son texte lui-même est d'une érudition pédante et Bel ne se prive pas de le signaler.
- Bel est un fervent défenseur de la langue française du XVIIe siècle et il ne peut admettre sa modification par l'introduction de mots et tours nouveaux. Il se donne pour tâche leur chasse. C'est l'origine de son Dictionnaire néologique à l'usage des beaux-esprits du siècle[23], dont la première édition paraît en 1726. À la suite du Dictionnaire, il a inséré l'Éloge historique de Pantalon-Phoebus, une fantaisie prétexte à railler des auteurs contemporains : Antoine Houdar de La Motte ; Bernard Le Bouyer de Fontenelle ; Pierre Carlet de Chamblain de Marivaux ; Louis Bertrand Castel, etc. et qu'il s'est amusé à écrire dans le style néologique. Bel a joué un rôle de premier plan dans la crise néologiste qui éclata en 1720 et qui met aux prises les défenseurs de la langue classique et les novateurs. À partir de la troisième édition de son Dictionnaire, Bel l'abandonne à Pierre-François Guyot Desfontaines , qui a fait les additions dans les éditions ultérieures.
- En 1732, Bel publie le Nouveau Tarquin, comédie allégorique en trois actes[24]. Elle est inspirée par l'affaire de la Cadière et le Père Girard, qui a fait grand bruit en 1731. Le scandale est exploité contre la Compagnie de Jésus, et Bel, en bon parlementaire et ennemi des Jésuites, s'en est amusé.

### Bel et Montesquieu
Montesquieu et Jean-Jacques Bel sont amis depuis leur passage au Collège de Juilly. Ils ont entretenu leurs liens d'amitié jusqu'à la mort. De plus, pour leurs œuvres, chacun cherche et tient compte de l'avis de l'autre.
En 1726, Bel écrit : « Dissertation où l'on examine le système de l'abbé Dubos touchant la préférence que l'on doit donner au goût sur la discussion pour juger des ouvrages de l'esprit ». Bel envoie le manuscrit à Montesquieu en septembre 1726 pour avoir ses commentaires. Malheureusement, les commentaires de Montesquieu que Bel a incorporés avant publication n'ont pas été conservés.
Il reste un exemple où l'on peut juger des rapports entre les deux hommes et de leur confiance mutuelle pour donner et recevoir des critiques. Montesquieu a écrit dans sa jeunesse une fantaisie romanesque : Histoire Véritable, fondée sur la métempsycose. Montesquieu envoie son manuscrit à Bel pour commentaires et Bel en fait beaucoup. La Bibliothèque municipale de Bordeaux conserve le brouillon de la réponse de Bel.
Montesquieu décide de ne pas publier son Histoire véritable. C'est seulement en 1892 que le manuscrit est découvert et publié, avec les Notes de Bel. En même temps, un érudit bordelais, Louis de Bordes de Fortage, découvre dans les archives de la famille Lainé le manuscrit que Montesquieu a envoyé à Bel pour commentaire : Histoire Véritable (manuscrit originel). Une comparaison du texte originel, des Notes de Bel et du texte remanié par Montesquieu, publié en 1892, montrent à quel point Montesquieu tient à l'avis de Bel.
L' Histoire véritable n'est pas la seule œuvre que Montesquieu soumet à Bel pour ses commentaires. Il lui adresse le 29 septembre 1726, le manuscrit de son Dialogue de Sylla et d'Eucrate pour « voir s'il est bien dialogué ». La réponse de Bel a été perdue.
La Bibliothèque municipale de Bordeaux conserve une lettre de Bel adressée à Montesquieu vers 1730. Le sujet de la lettre, inspirée d'un article dans The Spectator de Joseph Addison, sur le thème de l'invention (découverte ou trouvaille en science), révèle chez Bel une très vive curiosité en matière scientifique.

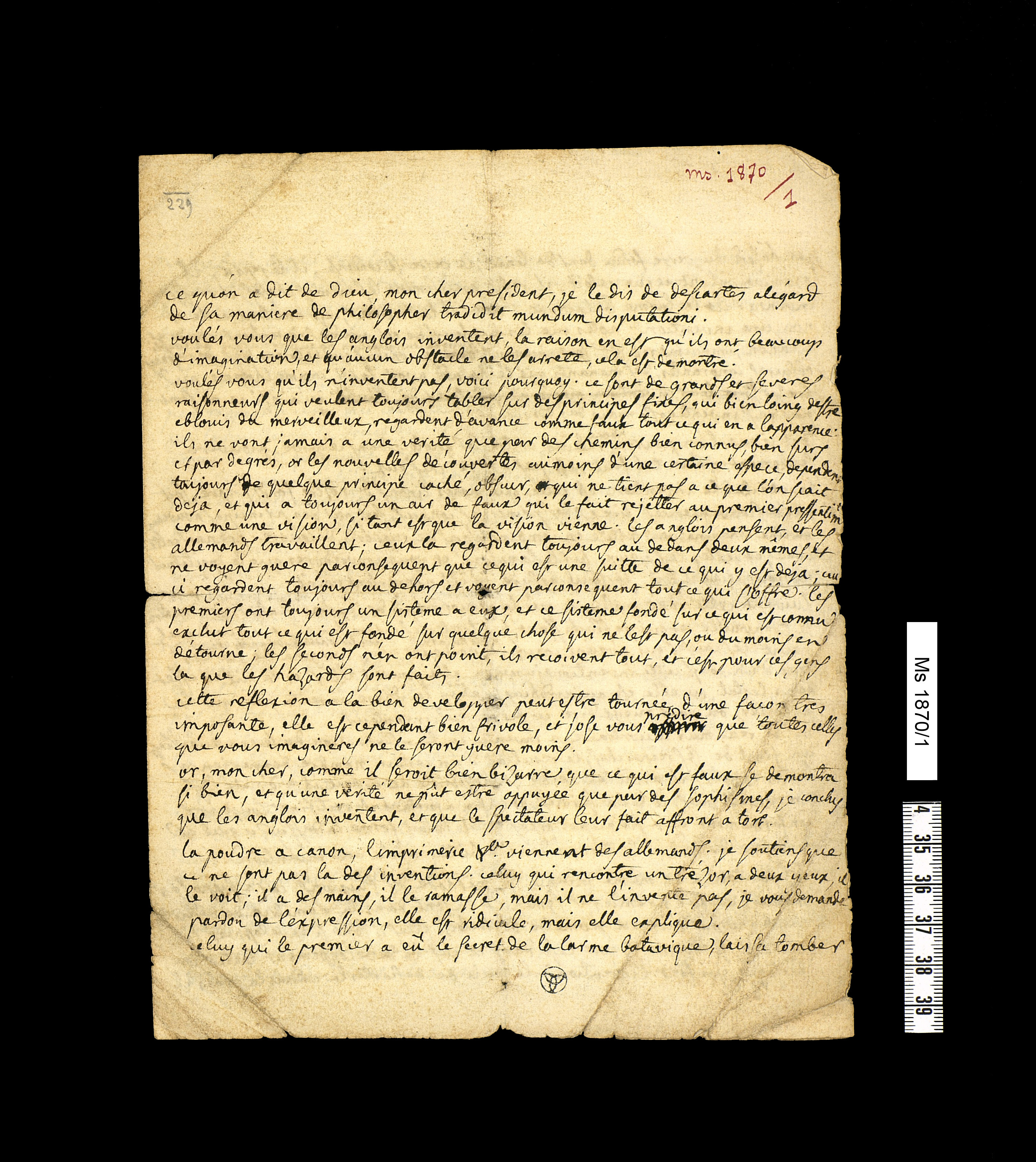
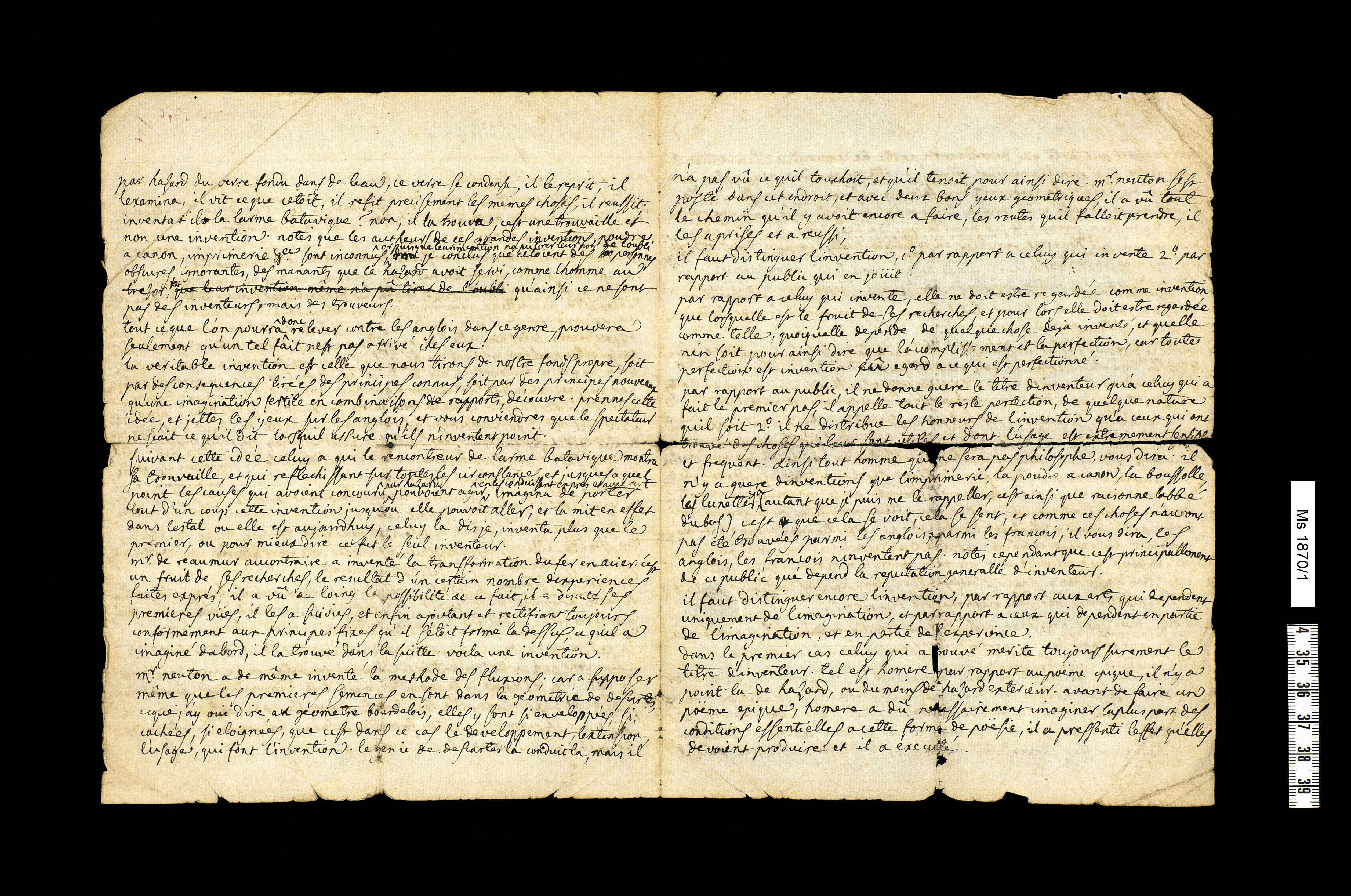
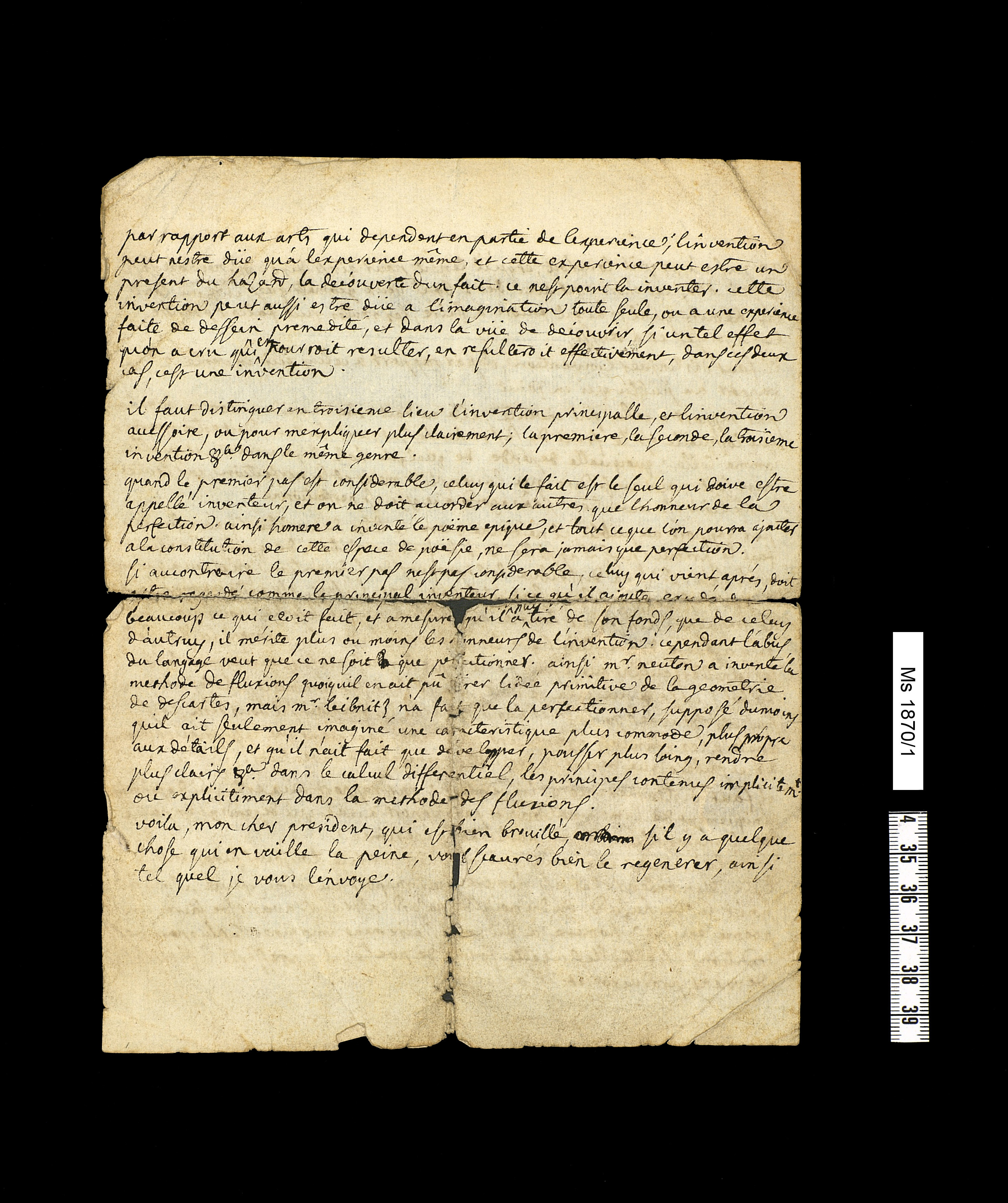

## Jean-Jacques Bel et l'Académie de Bordeaux
Les relations entre Jean-Jacques Bel et l'Académie des Sciences, Belles-Lettres et Arts de Bordeaux sont tardives et de courte durée. Élu à l'Académie de Bordeaux le 11 juin 1736, Bel y prononça, le 14 novembre, un discours sur les progrès des sciences, des belles-lettres et des arts.

Le 28 août 1736, il lègue à l'Académie de Bordeaux son hôtel des allées de Tourny, deux autres maisons (une rue Mautrec et l'autre rue Poudiot, aujourd'hui rue Teulère) et ses livres pour la fondation d'une bibliothèque, avec versement d'une pension mensuelle de 800 francs pour un bibliothécaire. Il stipule : 

« Je veux que ladite bibliothèque soit ouverte au public trois jours de la semaine, savoir le lundi matin depuis neuf heures jusqu'à midy, et les mardy et vendredi l'après midy depuis deux heures jusqu'à cinq... »

Cette bibliothèque de l'Académie, ouverte en 1740, devient en 1803 la Bibliothèque municipale de Bordeaux.

Testament de J-J Bel
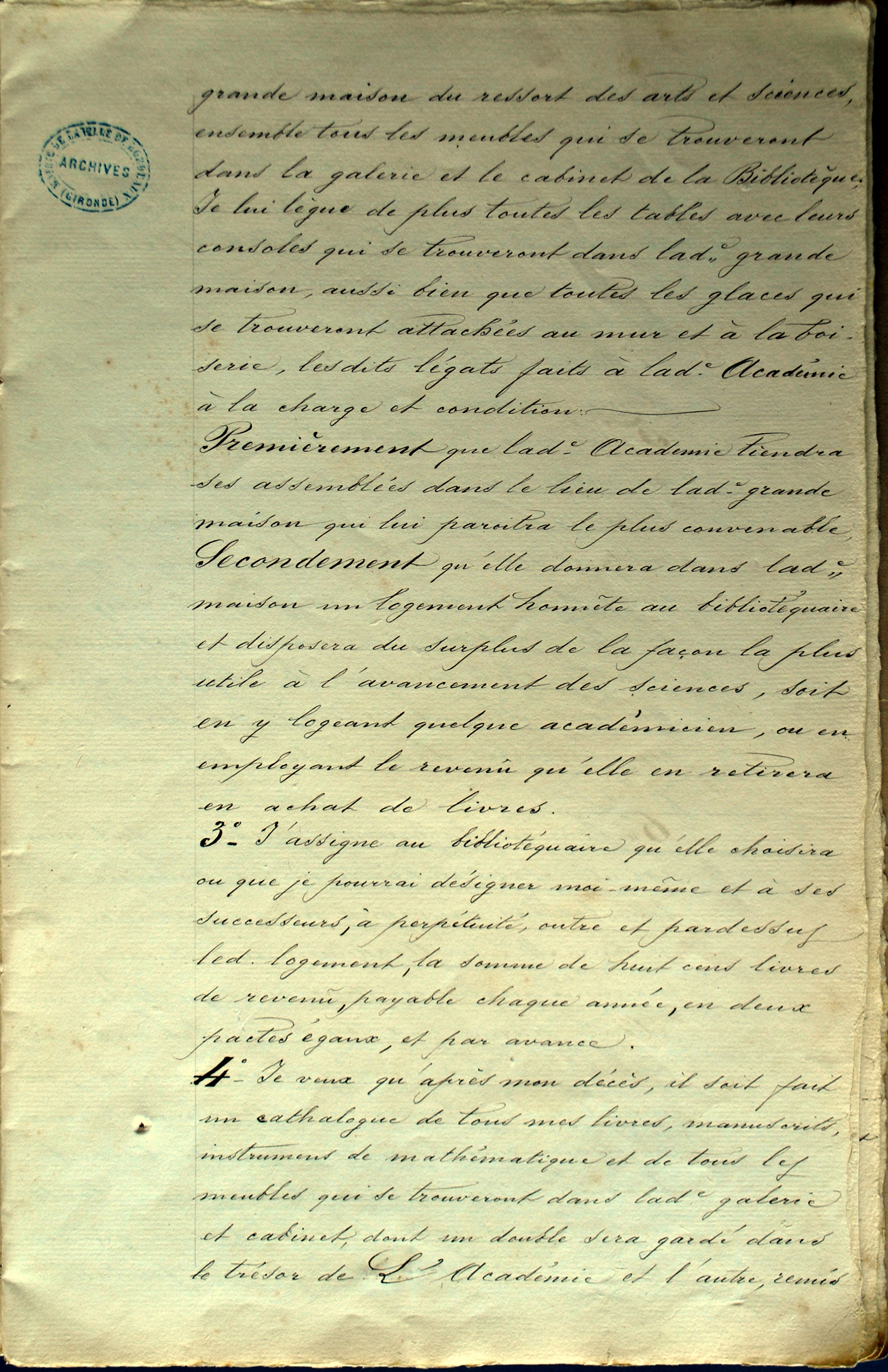
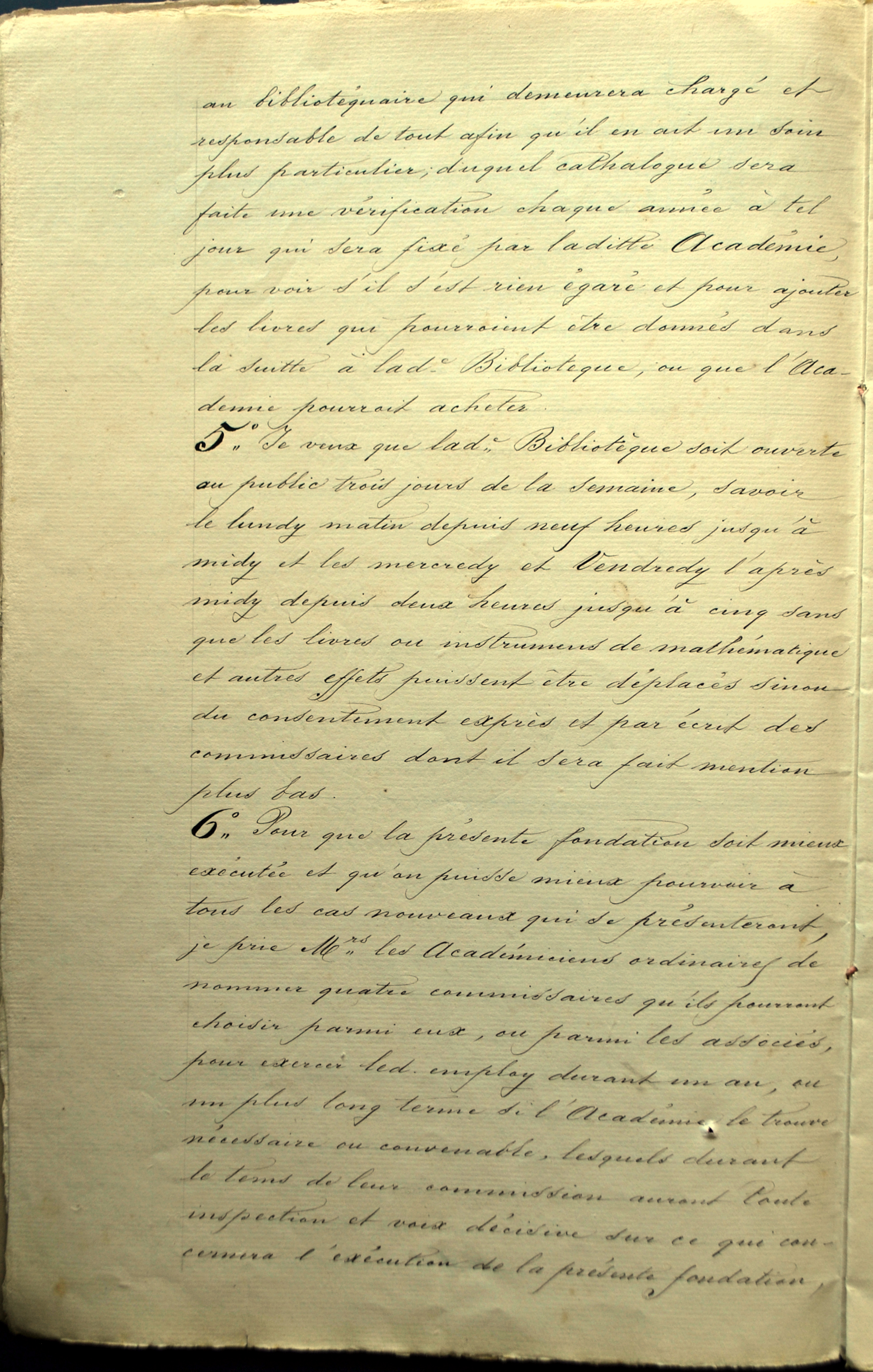
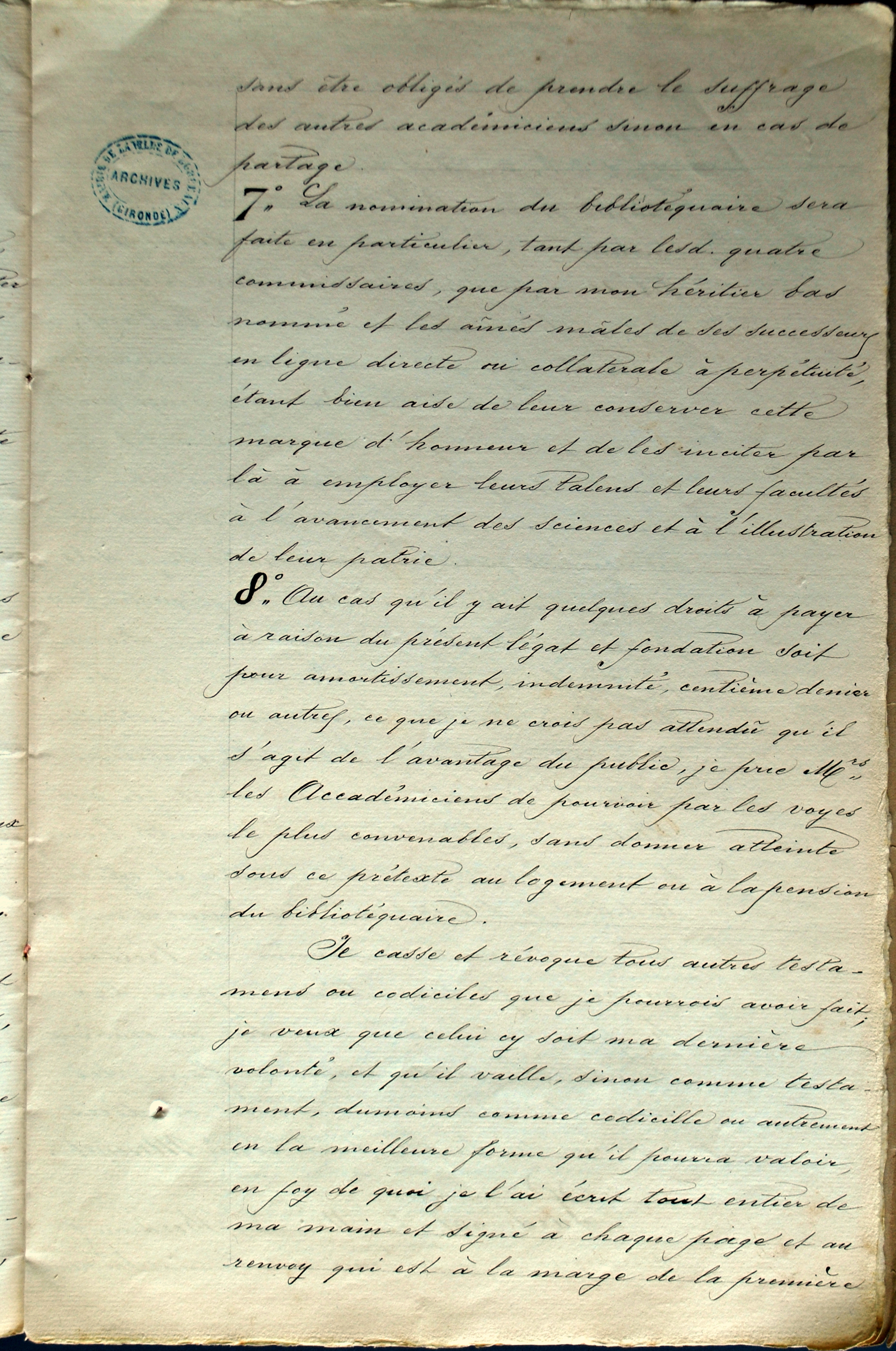

Bel devient le directeur de l'Académie en 1737. Il y présente un mémoire sur le mouvement des muscles et un projet d'histoire naturelle de la province. Sa mort prématurée met fin à ce projet.